# MapleStory
MapleStory (Koreansk: 메이플스토리) er et gratis 2-D MMORPG, udviklet af det syd koreanske firma nexon. Der findes en række versioner af spillet der er udviklet til hver sit land eller region, alle udgivet af en række udgivere så som Wizet og Nexon.
Selvom spillet er gratis, kan der købes udstyr til ens figur der giver dem et andet udsende via en "Cash Shop" med rigtige penge.
Sammenlagt har MapleStory 16 millioner betalingsbrugere i alle versioner af spillet. MapleStory Global, der hovedsageligt er for spillere i nordamerika og udenfor øst asien sydøst asien og Europa, har tilsammen over tre millioner spillere.
I spillet vandrer spillerne rundt i "Maple World" og bekæmper monstre mens de udvikler deres figurs evner, som de typisk ses i RPGer. Spillere kan være i kontakt med hinanden på mange måder, som via chat eller diverse minigames. Spillere kan også kæmpe imod monstre i grupper, hvor de deler udbyttet deraf. Derudover er det også muligt at blive medlem af en klan, hvilket gør det nemmere at komme i kontakt med andre.

## Jobs
I spillet findes der 5 forskellige "jobs" (Aran, Evan og Dual Blader er ikke medregnet) man kan være.
I Hennesys kan du blive "Bowman", buemand. En figur som skyder med pile som alle monstre kan droppe.
I Perion kan du blive "Warrior", kriger. En figur som slår med sværd som kan købes i Perion Armor shop.
I Kerning City kan du blive "Theif", tyv. En figur som enten kaster med kastestjerner eller laver gentagende slag med en speciel handske.
I Ellinia kan du blive "magician", magiker. En figur som skader monstrene ved hjælp af magi.
I Nautilius Habor kan du blive Pirat. En figur som enten skyder med kugler fra en pistol, eller slår monstre ved hjælp af en speciel handske.

Der findes også En anden form for "jobs", Knight Of Cygnus.
Så findes der også 3 andre jobs, Dual Blader, Aran og Evan.